# Лаут (графство)
Лаут (ирл. Lú; англ. Louth) — графство на востоке Ирландии. Входит в состав провинции Ленстер на территории Республики Ирландия. Административный центр и крупнейший город — Дандолк. Население 139 100 человек (17-е место среди графств Ирландии; 2022 г.).

## География
Площадь территории 826 км² (32-е место) — это самое маленькое историческое графство в Ирландии.

## Демография
| Численность населения | Численность населения | Численность населения | Численность населения | Численность населения | Численность населения | Численность населения | Численность населения |
| 1600                  | 1610                  | 1653                  | 1659                  | 1821                  | 1831                  | 1841                  | 1851                  |
| --------------------- | --------------------- | --------------------- | --------------------- | --------------------- | --------------------- | --------------------- | --------------------- |
| 3454                  | ↗6787                 | ↗8527                 | ↗9690                 | ↗119 129              | ↗124 846              | ↗128 240              | ↘107 662              |
| 1861                  | 1871                  | 1881                  | 1891                  | 1901                  | 1911                  | 1926                  | 1936                  |
| ↘90 713               | ↘84 021               | ↘77 684               | ↘71 038               | ↘65 820               | ↘63 665               | ↘62 739               | ↗64 339               |
| 1946                  | 1951                  | 1956                  | 1961                  | 1966                  | 1971                  | 1979                  | 1981                  |
| ↗66 194               | ↗68 771               | ↗69 194               | ↘67 378               | ↗69 519               | ↗74 951               | ↗86 135               | ↗88 514               |
| 1986                  | 1991                  | 1996                  | 2002                  | 2006                  | 2011                  | 2016                  | 2022                  |
| ↗91 810               | ↘90 724               | ↗92 166               | ↗101 821              | ↗111 267              | ↗122 897              | ↗128 884              | ↗139 100              |

Графство Лаут занимает 17 место по численности населения в Ирландии, но имеет самую большую плотность населения (за исключением Дублина) в 160 человек на км², что почти в два раза выше среднего по стране. Большинство населения графства живёт в двух главных городах Дроэда и Дандолке.